# 부산 BNK 썸 WBT R
부산 BNK 썸 WBT R(Busan BNK Sum Women's Basketball Team Reserves)은 대한민국 경상남도 창원시에 있는 농구 선수단이다. BNK캐피탈이 운영하는 여자 세미프로 농구단이며, 2019년에 창단되었다.

## 참고 문헌
- “스포츠지원포털 등록 현황”. 대한체육회.
- “한국여자프로농구 히스토리”. 한국여자농구연맹.

## 같이 보기
- 부산 BNK 썸